# Ilıcaköy, İkizdere
Ilıcaköy là một xã thuộc huyện İkizdere, tỉnh Rize, Thổ Nhĩ Kỳ. Dân số thời điểm năm 2010 là 300 người.